# 마티아스 슈타이너
마티아스 슈타이너(독일어: Matthias Steiner, 독일어 발음: [maˈtiːas ʃtaɪ̯nɐ] ( 듣기), 1982년 8월 25일~)는 오스트리아 태생 독일의 역도 선수이다. 1998년부터 2005년까지 오스트리아 청소년 대표와 국가대표 선수로 활동했으며, 2004년 하계 올림픽에 출전했다. 이후 독일로 귀화한 후 독일 국가대표로 활동하여 2008년 하계 올림픽에서 슈퍼헤비급 부문 금메달을 획득했다.

## 개인사
2004년 작센주 빌카우하슬라우 출신인 주잔 슈타이너와 교제를 시작했으며 오스트리아를 떠나 켐니츠로 이주했다. 이후 2005년 12월 9일에 주잔과 결혼하였으나 2007년 7월 16일에 자동차 사고로 인해 아내와 사별했다.이후 2008년 올림픽에서 금메달을 획득하고 시상대에서 주잔의 사진을 들고 기쁨을 표현했다.
2008년 10월 독일의 방송인 잉게 포스미크와 교제를 시작했으며 2011년 12월에 결혼했다.